# HQ-505
HQ-505 là một tàu hải quân từng phục vụ trong Hải quân Hoa Kỳ, Hải quân Việt Nam Cộng hòa và cuối cùng là Hải quân Nhân dân Việt Nam.
HQ-505 là tàu đổ bộ lớp LST-491 được đóng cho Hải quân Hoa Kỳ để tham gia chiến đấu trong Chiến tranh thế giới thứ hai. Nó được đặt lườn vào ngày 7 tháng 10 năm 1943, hạ thủy ngày 23 tháng 11 năm 1943 và đưa vào biên chế vào ngày 20 tháng 1 năm 1944. Hải quân Hoa Kỳ sử dụng tàu này trong mặt trận châu Âu và đổ bộ lên Normandie. Sau chiến tranh, nó có tên là USS Bulloch County với số hiệu là LST-509. LST-509 được tặng một huân chương quân công.
Ngày 8 tháng 4 năm 1970, tàu được loại biên và đem cho Hải quân Việt Nam Cộng hòa thuê. Trong lực lượng này, nó được gọi là dương vận hạm (tàu vận chuyển trên biển) và được đặt tên mới là Quy Nhơn với số hiệu là HQ-504. Những năm 1973-1975, Quy Nhơn HQ-504 đã tham gia vận chuyển vật liệu, thiết bị và nhân lực để xây dựng các chốt trên đảo và giữ quần đảo Trường Sa.
Sau ngày Việt Nam thống nhất, nó trở thành tàu của Hải quân Nhân dân Việt Nam với số hiệu HQ-505 và tiếp tục được sử dụng để phục vụ việc xây dựng và bảo vệ Trường Sa. Trong Chiến dịch CQ-88, HQ-505 được giao nhiệm vụ từ đảo Trường Sa ra đóng giữ đá Cô Lin (trước lúc đó, đá này không có người). Thuyền trưởng HQ-505 Vũ Huy Lê lệnh cho tàu thả neo ở sát đá và cử chiến sĩ lên đá cắm quốc kỳ Việt Nam. Sau đó, khi phát hiện thấy tàu HQ-604 bị hai tàu khu trục Trung Quốc bắn chìm ở bãi đá Gạc Ma, ông đã ra lệnh nhổ neo cho tàu ủi bãi. Phát hiện tàu 505 đang lên bãi, 2 tàu của Trung Quốc quay sang tiến công tàu HQ-505. Khi tàu HQ-505 trườn lên được hai phần ba thân tàu lên đá thì bốc cháy và thiệt hại nặng. Các chiến sĩ tàu HQ-505 vừa chữa cháy cứu tàu, vừa bảo vệ cờ tổ quốc, vừa di chuyển sang Đá Gạc Ma cứu đồng đội. Sau đó Hải quân Nhân dân Việt Nam đã cố gắng cứu tàu đưa tàu HQ-505 về quân cảng Cam Ranh để sửa chữa, nhưng không thành. Tàu bị chìm ở ngay gần đá. Tàu và toàn thủy thủ đoàn của nó được tăng danh hiệu Anh hùng lực lượng vũ trang nhân dân.